# چلستا
چِلِستا (سِلِستا) (به فرانسوی: Célesta) سازی شستی‌دار دارای مجموعه‌ای از صفحات فلزی است که با اصابت چکش مضراب صدایی زنگدار ایجاد می‌کند.

## ساختار
این ساز در سال۱۸۸۶ به وسیله سازنده فرانسوی آلات موسیقی آگوست ماستول ابداع و ثبت گردید. ساختمان آن شامل یک سری میله‌های نازک فلزی به همراه صفحه کلید و مکانیزم ساده شده اکشن پیانو که به وسیله یک سری چکش نمددار و اصابت آن‌ها به میله‌ها تولید صدا می‌نماید.
صدای هر میله به وسیله یک جعبه چوبی کوچک یا اتاقک‌های یکسانی از لحاظ هارمونی تقویت می‌شوند. پدالی نیز وظیفه بلند کردن صفحه نمدی خفه‌کن از روی میله‌ها را، برای اجرای نت‌های پایدار یا کوتاه عهده‌دار است. دامنه صدایی معمول سلستا چهار اکتاو است.

مکانیزم تولید صدا در ساز چلستا

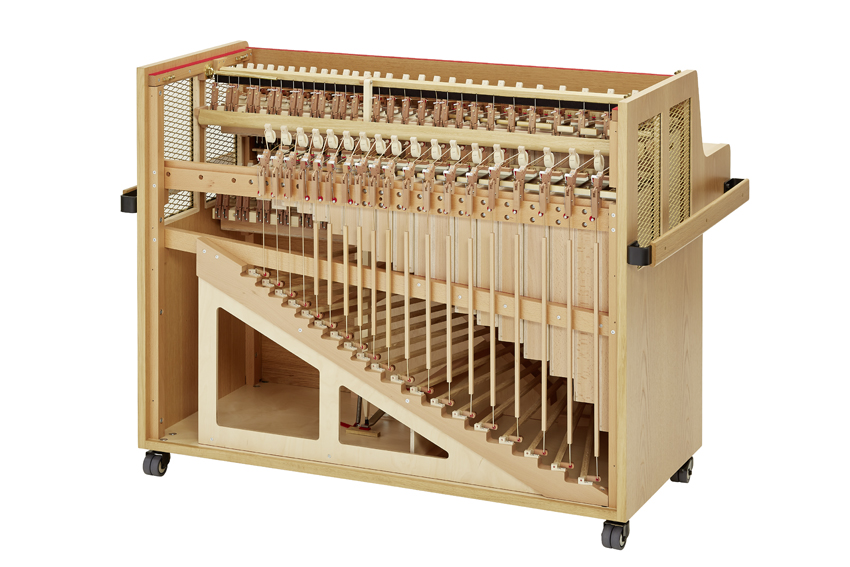
ساختمان ساز چلستا

## نگارخانه

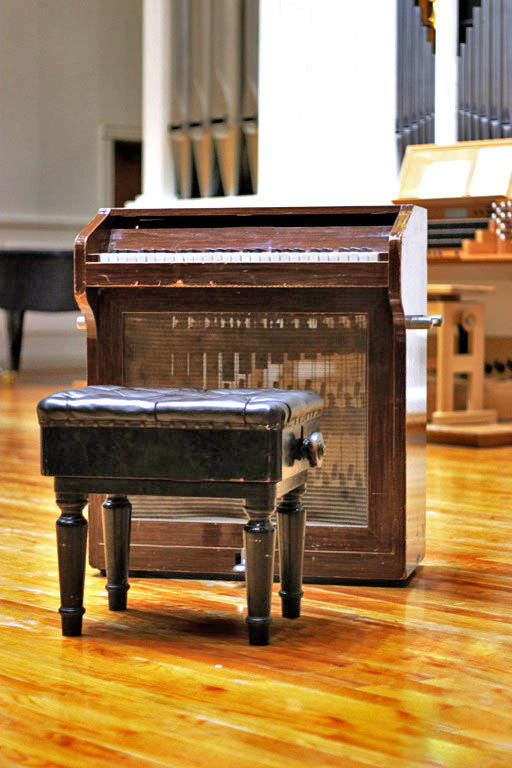
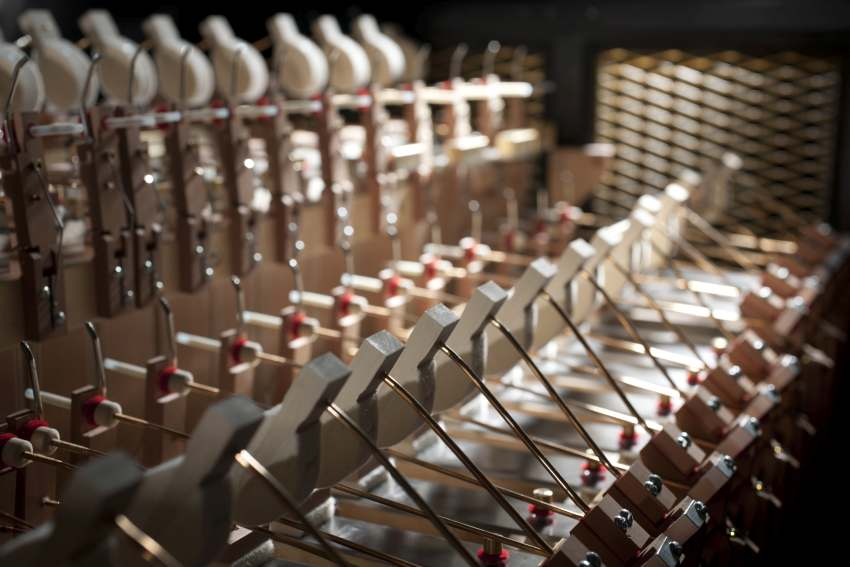
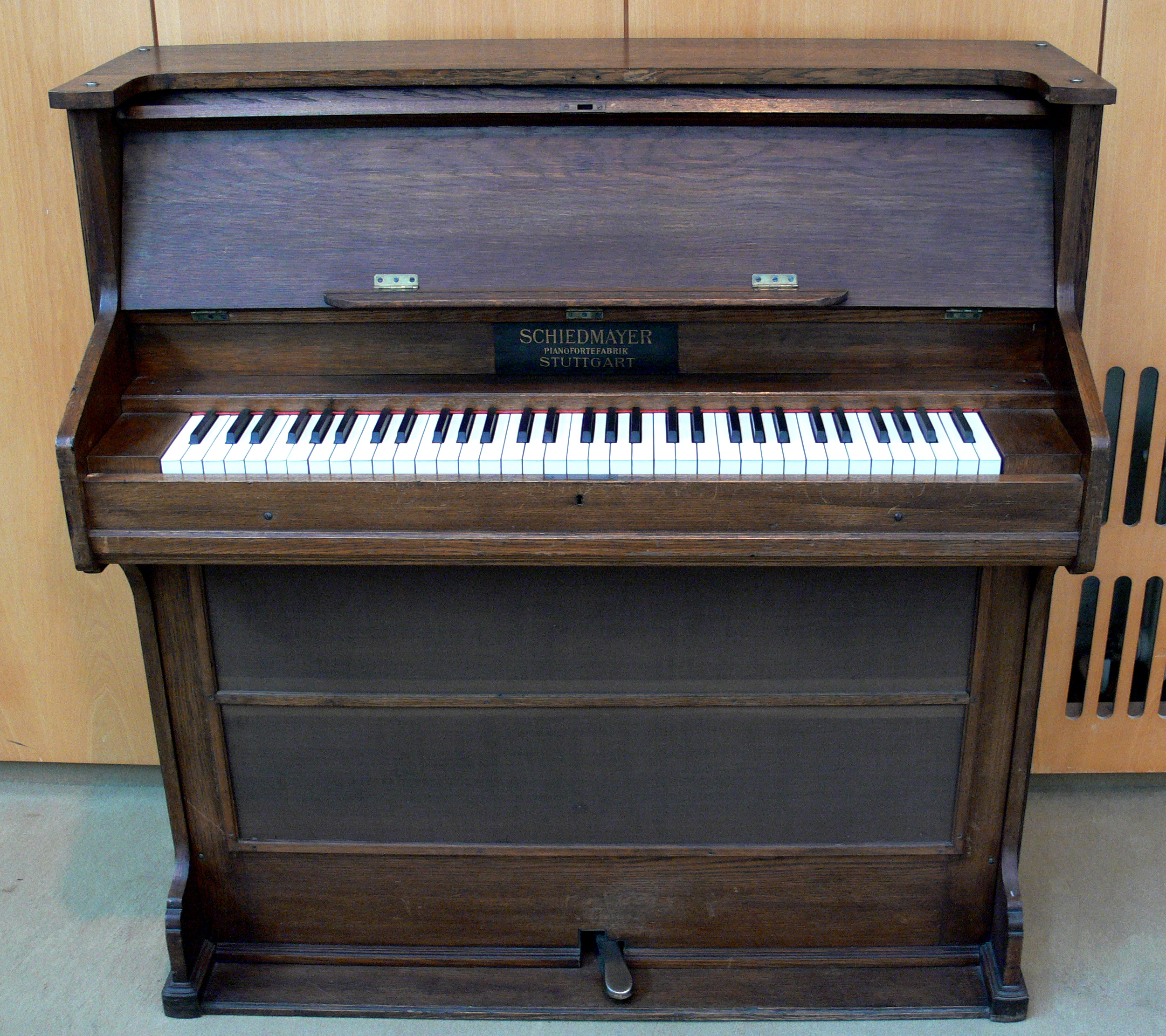
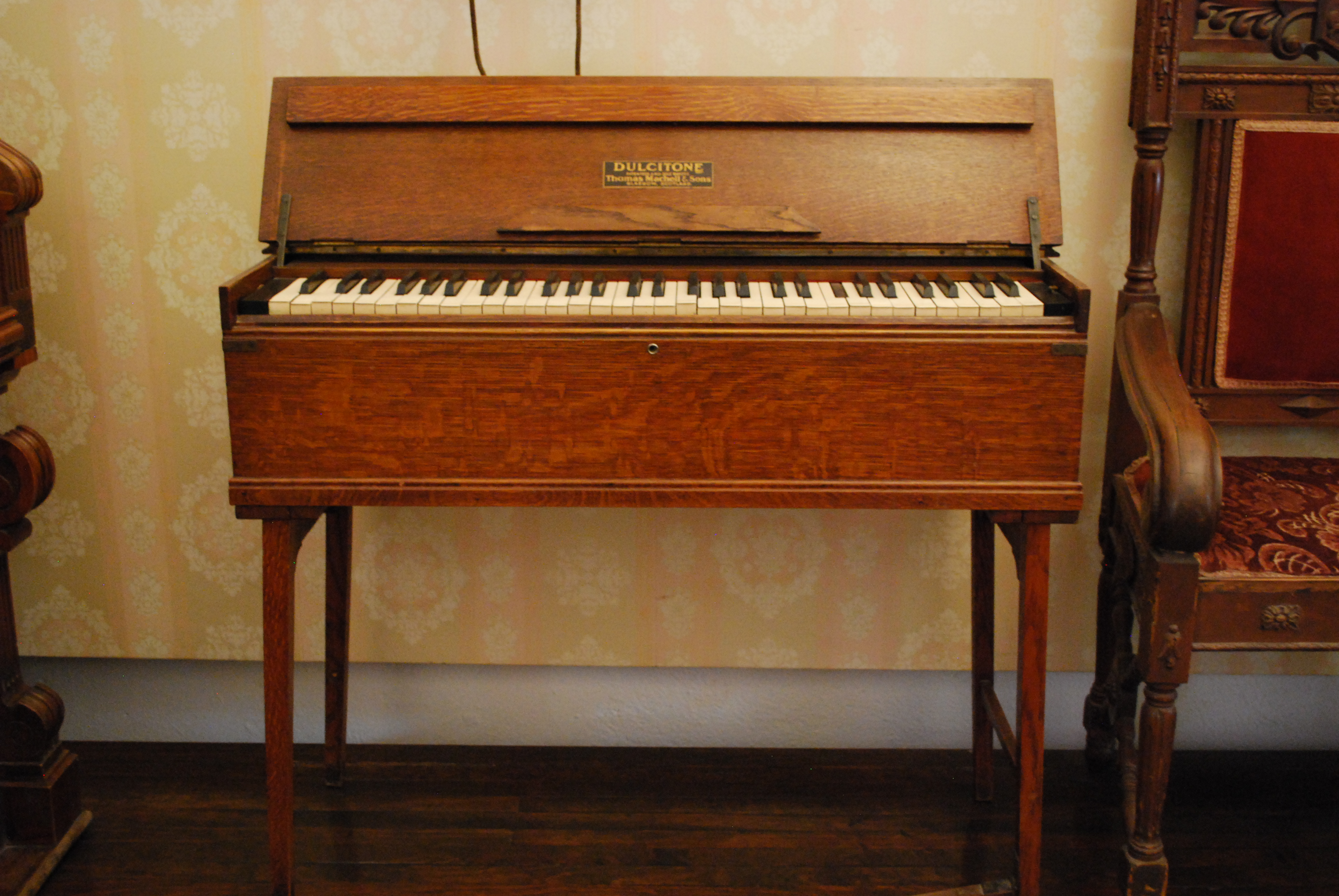
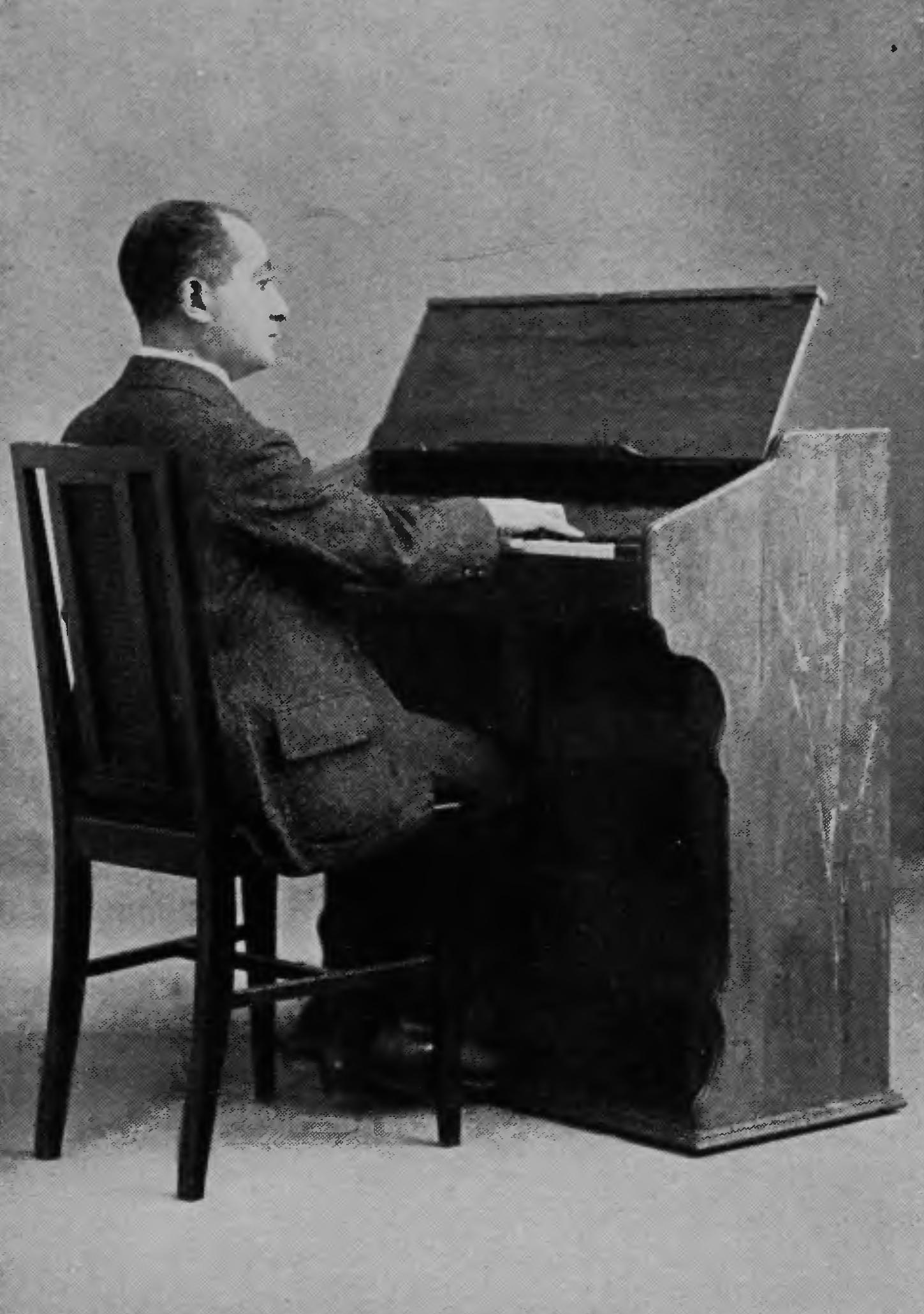